# Budești (Maramureș)
Budești (en hongarès: Budfalva o Budfalu, en ídix: בודשט o Budest) és un municipi del comtat de Maramureș, Maramureș, Romania. Està compost per dos pobles, Budești i Sârbi (en hongarès: Szerfalva o Szerfalu, en ídix: סערב o serbi).

## Geografia
La comuna es troba a la part central del comtat de Maramureș, 44 km al nord-est de la seu del comtat, Baia Mare, i es troba a la vora del riu Cosău. La carretera comarcal DJ109F connecta Budești amb la ciutat de Cavnic, a 17 km, pel pas de Neteda. La carretera presenta un turó de gravetat, on el traçat del terreny circumdant produeix una il·lusió òptica, fent que el pendent de baixada del 8% sembli un pendent de pujada.

## Esglésies
A la comuna hi ha les següents esglésies de fusta:
- Església de fusta de Budești Josani, del segle XVII, és una de les vuit esglésies de fusta de Maramureş que la UNESCO ha catalogat com a Patrimoni de la Humanitat.[2]
- Església de fusta de Budești Susani
- Església de fusta de Sârbi Josani
- Església de fusta de Sârbi Susani